# Działdowo
Działdowo [d͡ʑau̯ˈdɔvɔ] (deutsch Soldau) ist eine Stadt in der polnischen Woiwodschaft Ermland-Masuren.

## Geographische Lage
Die Stadt liegt in ehemaligen Ostpreußen, im Oberland, am Nordufer des Flusses Soldau (polnisch Działdówka), 157 Meter über dem Meeresspiegel, etwa 23 Kilometer südwestlich von Nidzica (Neidenburg) und 73 Kilometer südsüdwestlich von Olsztyn (Allenstein).
Zu Działdowo gehört der Stadtteil Kolgartowo (Kohlgardtshof).

## Geschichte

### Mittelalter

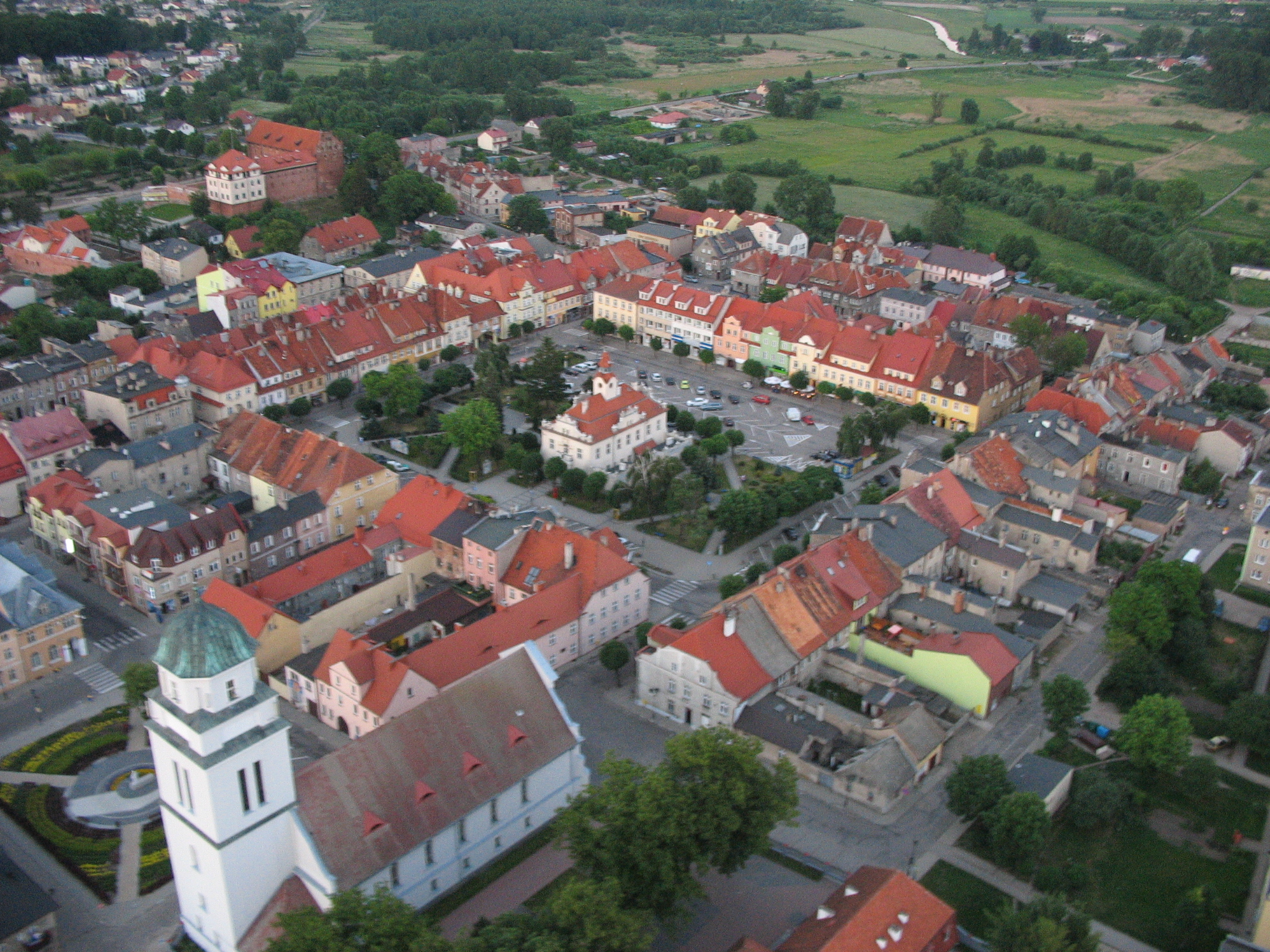
Stadtzentrum aus der Vogelperspektive

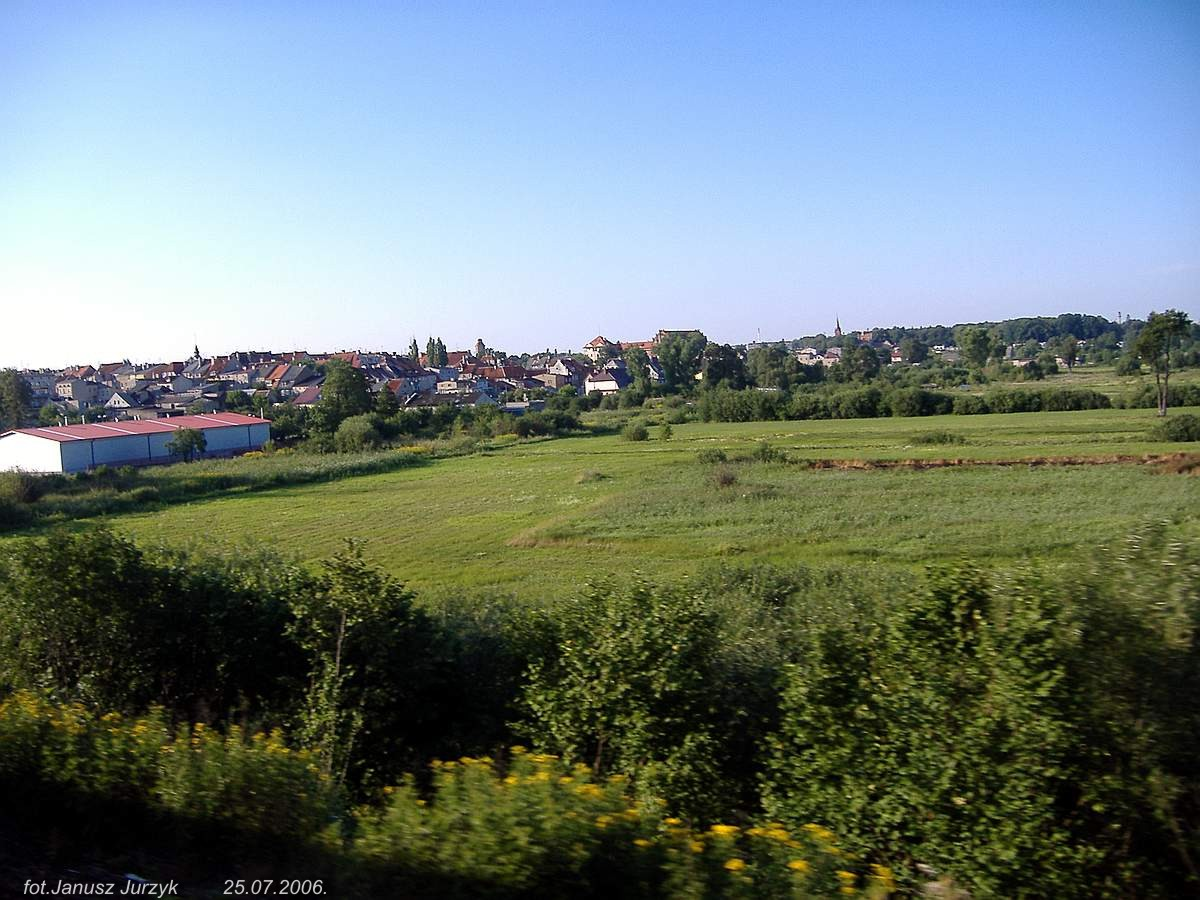
Umland der Stadt

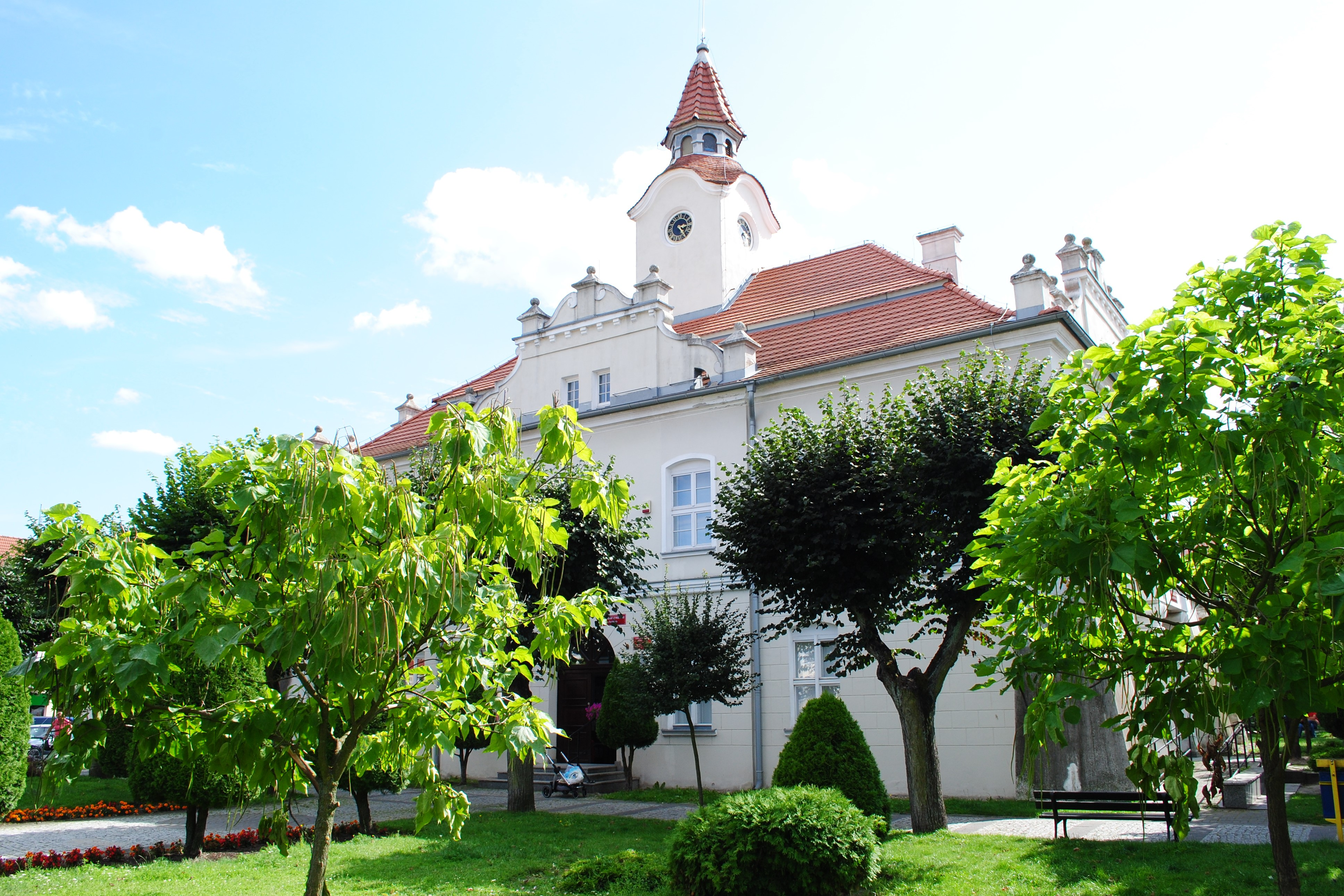
Rathaus

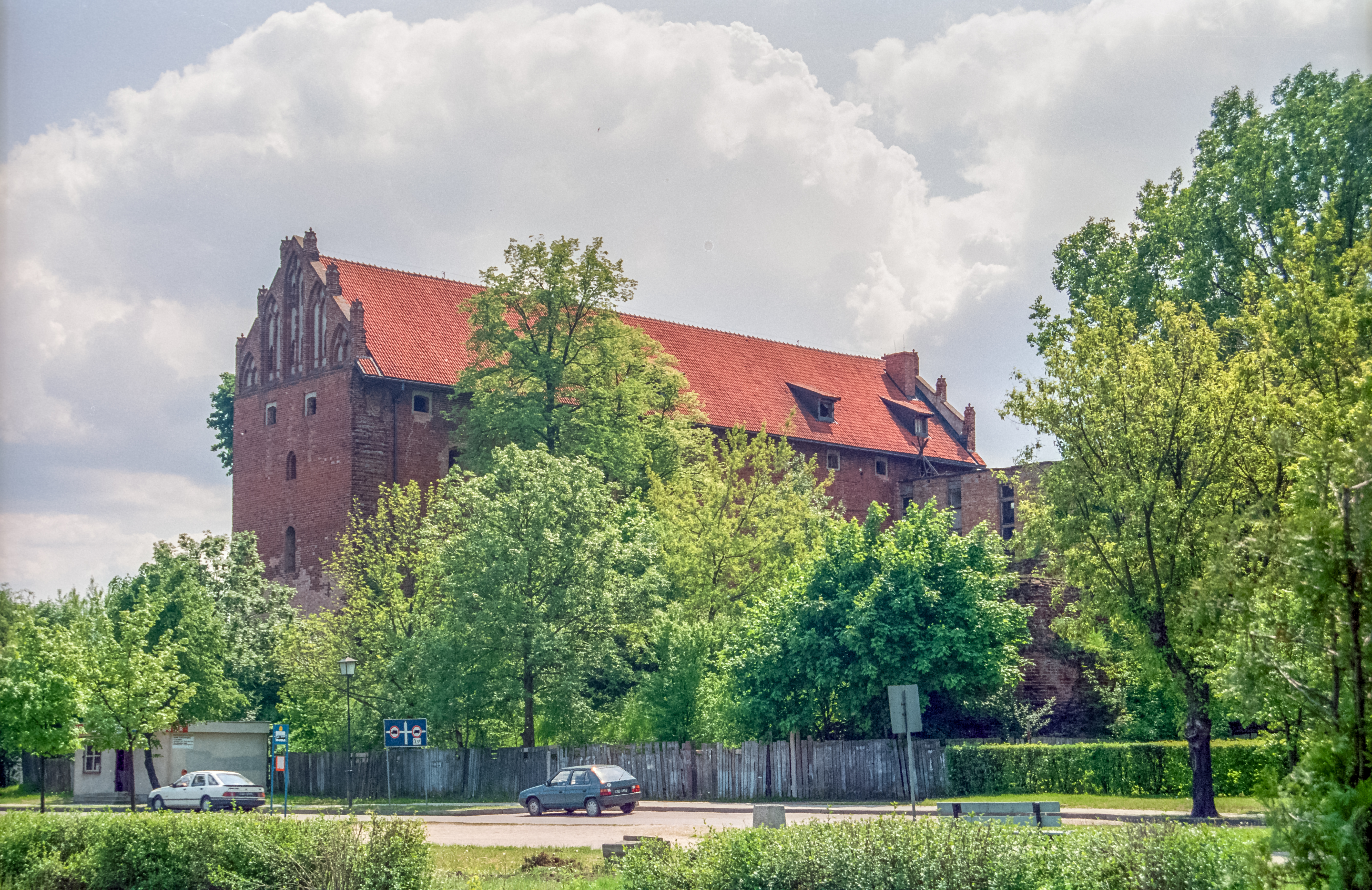
Erhaltener Trakt der Ruine des Ordensschlosses

Die Ortschaft Soldau entstand im Zuge der vom Deutschen Orden durchgeführten Besiedlung der westlich der Weichsel gelegenen Landschaft Sassen am Anfang des 14. Jahrhunderts. Weit im Süden des damals urwaldhaften Sassens, nahe der Grenze zum polnisch beherrschten Masowien, errichtete der Orden unbestätigten Quellen zufolge 1306 die Burg Soldau. Außerhalb der Burg wurde eine Siedlung angelegt, deren erste Bewohner Nachfahren der ersten mitteldeutschen Einwanderergeneration des Ordenslandes waren. Angesichts der Nähe zur Grenze entwickelte sich die Siedlung zögerlich; so scheiterte 1344 die Absicht der Komturei Osterode, Soldau zur Stadt zu erheben. Erst 1349 gelang es dem Komtur Günther von Honstein, der Siedlung die Handfeste des Ordens und damit das Stadtrecht zu verleihen. Die Stadt führte nun wie der an ihr vorbeifließende Fluss den Namen Soldau. Nach dem für Ortsgründungen des Ordens typischen Schema wurden auf einen rechtwinkligen Marktplatz führende Straßen angelegt und eine Stadtbefestigung mit zwei Toren errichtet.
Durch seine Grenzlage wurde Soldau in seiner Geschichte immer wieder durch Kriege betroffen. Gleich zu Beginn des Krieges zwischen dem Orden und Polen wurde Soldau 1409 von mit Polen verbündeten Litauern niedergebrannt. Ein Jahr später besetzten Truppen unter dem polnischen König Jagiello nach dem Sieg bei Tannenberg die Stadt. Während des Dreizehnjährigen Krieges (1454–1466) vertrieben die Einwohner die Ordensbesatzung der Burg und übergaben die Burg an die polnischen Truppen. Beim Versuch des Ordens, die Burg 1455 zurückzuerobern, wurde die Stadt erneut zerstört.

### Frühe Neuzeit und 19. Jahrhundert
Der Ordensstaat war 1525 in das weltliche Herzogtum Preußen umgewandelt worden. Die Komtureien des Ordens waren durch so genannte Kreise ersetzt worden und Soldau kam unter die Verwaltung des Oberländischen Kreises mit Saalfeld als Zentrum. Soldau erhielt den Status eines der zwölf Hauptämter, dem mehrere Gemeinden unterstellt waren. Mit der preußischen Verwaltungsreform von 1752 wurde der Oberländische Kreis aufgelöst und das Hauptamt Soldau wurde dem neu gebildeten Kreis Neidenburg unterstellt.
Während des Polnisch-Schwedischen Krieges schlug der schwedische König Karl Gustav 1656 sein Hauptquartier in Soldau auf. Im Jahr darauf fielen tatarische Horden während ihres Überfalls auf den Süden des Landes in die Stadt ein. Anfang des 18. Jahrhunderts war die ehemalige Ordensburg verfallen. Lediglich die Burgkapelle war noch erhalten. Preußens König Friedrich I. hatte sie der evangelischen Gemeinde zur Nutzung überlassen. In den Jahren 1737 und 1748 wurde Soldau jeweils durch Großbrände zerstört.
Während des Kriegs Napoleons gegen Preußen wurde Soldau nach einem heftigen Gefecht am 26. Dezember 1806 von den Truppen des französischen Marschalls Ney erobert. In der zweiten Hälfte des 19. Jahrhunderts wurde Soldau zum Schnittpunkt der neu gebauten Verkehrswege. Hier kreuzten sich sowohl die Bahnlinien Danzig – Warschau und Thorn – Ortelsburg als auch die später als Reichsstraßen eingestuften Chausseen nach Thorn und Neidenburg. Dadurch entwickelte sich die Stadt zu einem bedeutenden Umschlagplatz für Getreide und Vieh. Am 17. August 1862 wurde eine katholische Kirche fertiggestellt. Am Anfang des 20. Jahrhunderts hatte Soldau eine evangelische Kirche, eine katholische Kirche, eine Synagoge und ein Amtsgericht. Von 1885 bis 1910 wuchs die Zahl der Einwohner von 3122 auf 4728.

### 20. Jahrhundert
Unmittelbar nach Ausbruch des Ersten Weltkrieges kam es am 6. August 1914 westlich von Soldau zu einem Gefecht zwischen dem deutschen Grenzschutz und einer russischen Kavalleriedivision. Bei nur drei Toten und 18 Verwundeten konnte der Grenzschutz eine russische Brigade ausschalten und den Rest der russischen Division hinter die Grenze zurückdrängen. Im Verlaufe des Krieges erlitt Soldau jedoch schwere Schäden, die später mit Hilfe des Charlottenburger Kriegshilfevereins beseitigt werden mussten. 1917 wurde ein Bismarckturm errichtet.
Aufgrund der Bestimmungen des Versailler Vertrags von 1919 wurde Soldau zusammen mit weiteren 32 Gemeinden des Kreises Neidenburg am 10. Januar 1920 an Polen abgetreten. An den Volksabstimmungen in Ost- und Westpreußen nahm das sogenannte Soldauer Gebiet („Soldauer Ländchen“ oder „Soldauer Ecke“) nicht teil, da die Bahnlinie Danzig–Warschau aus geostrategischen Gründen Teil des Polnischen Korridors wurde.
Bei den ersten Wahlen zum Sejm erhielt der Deutsche Ernst Barczewski 75 % der Stimmen.
Während des Polnisch-Sowjetischen Kriegs wurde Soldau im August 1920 kurzfristig von der Roten Armee besetzt, die die Rückkehr des gesamten Polnischen Korridors nach Deutschland ankündigte und vom deutschen Teil der Bevölkerung begeistert begrüßt wurde.
Als Folge des Überfalls auf Polen und der anschließenden Okkupation 1939 kam das Soldauer Gebiet völkerrechtswidrig zum NS-Staat. Am 26. Oktober 1939 wurden die ehemals zum Kreis Neidenburg gehörenden Gemeinden einschließlich Soldau zunächst zum Landkreis Soldau zusammengefasst. Mit Wirkung zum 24. April 1940 erfolgte die Vereinigung mit dem Landkreis Neidenburg.
Während des Zweiten Weltkriegs unterhielt die Gestapo von 1941 bis 1945 hier ein so genanntes Arbeitserziehungslager, nachdem bereits im Oktober 1939 das Durchgangslager Soldau für polnische Kriegsgefangene und Zivilinternierte bestanden hatte. Im Jahr 1940 wurden in diesem späteren Konzentrationslager Soldau 1.558 psychisch kranke Patienten aus ostpreußischen und polnischen Krankenhäusern durch das Sonderkommando Lange durch den Einsatz eines Gaswagens ermordet. 301 Opfer stammten aus der Provinzial-Heil- und Pflegeanstalt Kortau, 250–300 aus polnischen Psychiatrien. Von den insgesamt 30.000 Insassen kamen nach polnischen Quellen 13.000 ums Leben, unter ihnen auch die zwei polnischen Bischöfe Antoni Julian Nowowiejski und Leon Wetmański.
Im Januar 1945 traf die Rote Armee auf die deutsche Südfront der Wehrmacht in Ostpreußen und besetzte am 20. Januar Soldau. Bei den Kämpfen wurde die Stadt erheblich zerstört. Anschließend wurde sie wieder Teil Polens. Soweit die deutschstämmigen Einwohner nicht geflohen waren, wurden sie in der Folgezeit von der polnische Administration aus Soldau vertrieben.
| Jahr | Einwohner | Anmerkungen |
| ---- | --------- | --- |
| 1782 | 2000      | mit der Garnison (Stab und zwei Schwadrone eines Husarenregiments) |
| 1802 | 1679      | [ 8 ] |
| 1810 | 1354      | [ 8 ] |
| 1816 | 1449      | davon 1352 Evangelische und 97 Katholiken (keine Juden) |
| 1821 | 1812      | [ 8 ] |
| 1831 | 1815      | größtenteils Polen |
| 1852 | 2114      | [ 10 ] |
| 1858 | 2141      | davon 1811 Evangelische, 233 Katholiken und 97 Juden |
| 1875 | 2809      | [ 12 ] |
| 1880 | 3062      | [ 12 ] |
| 1885 | 3122      | |
| 1905 | 4187      | mit der Garnison (ein Infanteriebataillon Nr. 59), meist Evangelische |
| 1910 | 4728      | am 1. Dezember, davon 3747 mit deutscher Muttersprache (darunter 3045 Evangelische, 537 Katholiken, 158 Juden und sieben Sonstige), 330 mit polnischer Muttersprache (darunter 46 Evangelische, 280 Katholiken und vier Juden) und 567 Einwohner mit masurischer Muttersprache, davon 382 Evangelische und 185 Katholiken |
| 1931 | 5103      | [ 12 ] |

## Kirche
Es gibt in der Stadt drei römisch-katholische Pfarrgemeinden sowie eine evangelische Kirchengemeinde:

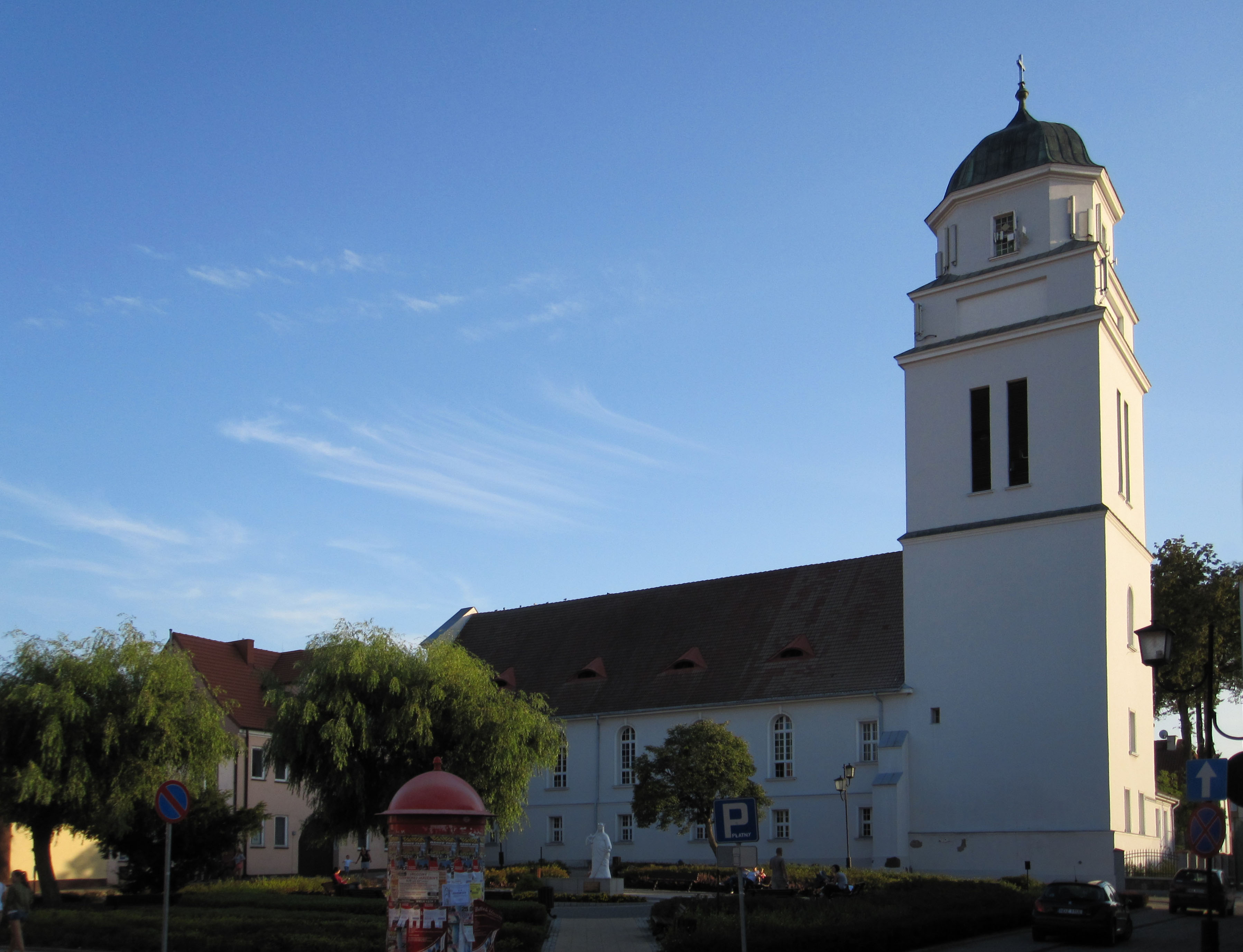
Ehemalige evangelische Pfarrkirche und heutige römisch-katholische Kreuzerhöhungskirche (14. Jh.)

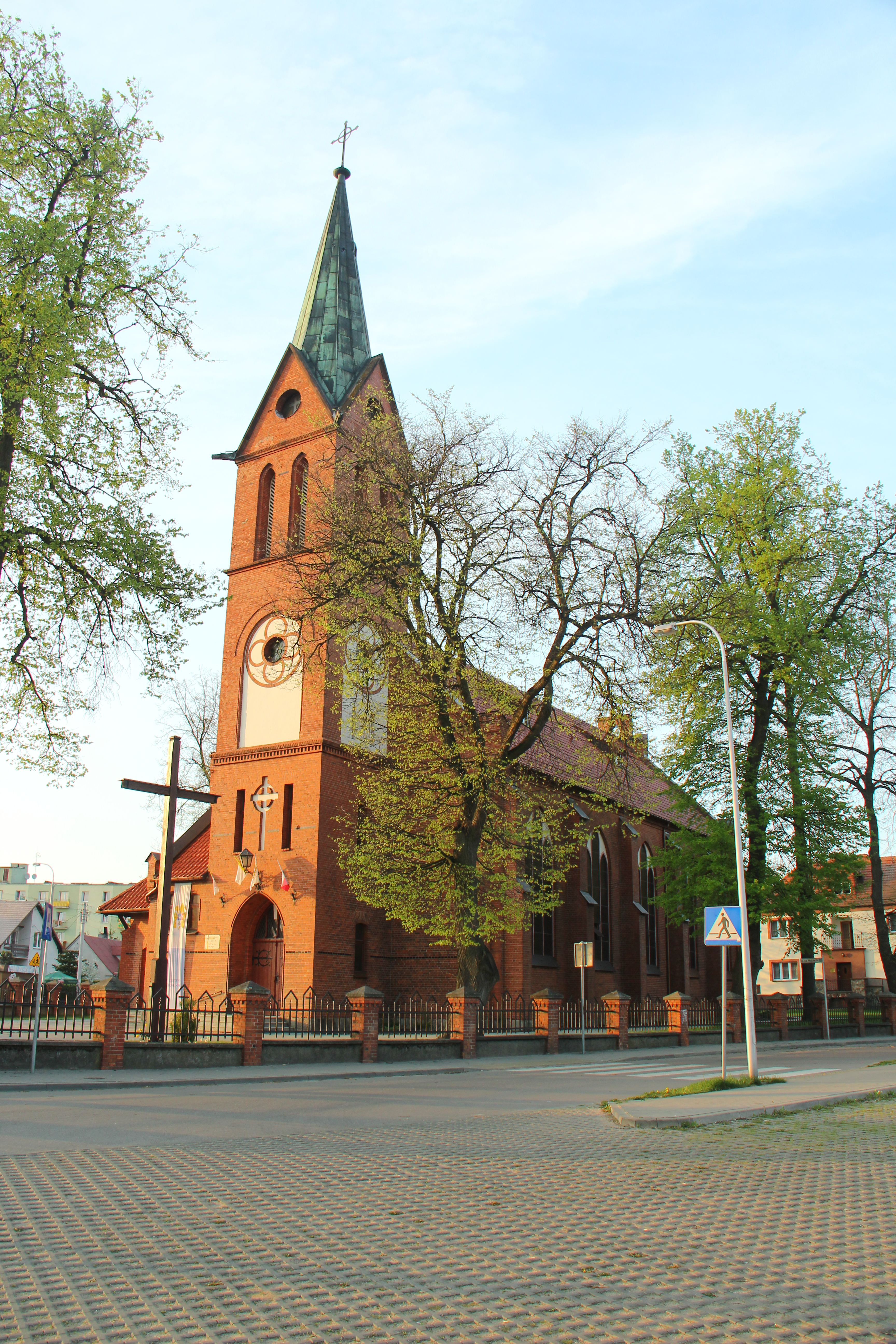
Römisch-katholische Pfarrkirche St. Adalbert (1862)

### Römisch-katholisch
Bis 1972 war die heutige Kreuzerhöhungskirche, die in ihren Grundmauern aus dem 14. Jahrhundert stammt, ein evangelisches Gotteshaus. Sie ging dann aber an die Römisch-katholische Kirche. Diese hatte bereits 1862 die heute noch bestehende St.-Adalbert-Kirche errichtet. 1996 kam die St.-Katharinen-Kirche hinzu.
Die Stadt Działdowo ist heute Sitz des Dekanats Działdowo und gehört zur Region Brodnica (Strasburg) im Bistum Toruń (Thorn).

### Evangelisch
Die evangelische Gemeinde benutzte nach Aufgabe der Pfarrkirche lange Zeit einen provisorischen Kapellenraum im Pfarrdienstgebäude. 2005 reifte dann der Entschluss, ein neues Kirchengebäude zu errichten. Im Jahre 2008 konnte die kleine Erlöserkirche in Dienst genommen werden. Angeschlossen ist die Filialkirche in Lidzbark (Lautenburg). Die Gemeinde gehört zur Diözese Masuren der Evangelisch-Augsburgischen Kirche in Polen.

## Verkehr

### Straße
Działdowo ist über mehrere Woiwodschaftsstraßen mit dem Umland verbunden. Die nächstgelegene Nachbarstadt Mława (deutsch Mielau) – bereits in der Woiwodschaft Masowien gelegen – ist über die Woiwodschaftsstraße 544 zu erreichen, die von Brodnica (Strasburg) in der Woiwodschaft Kujawien-Pommern kommend bis nach Ostrołęka führt. In die Nachbarstadt Nidzica (Neidenburg) und weiter bis in den Powiat Szczycieński (Kreis Ortelsburg) führt die Woiwodschaftsstraße 545, während die Woiwodschaftsstraße 542 den Powiat Działdowski in Nordwestrichtung durchzieht und bis in den Powiat Ostródzki (Kreis Osterode (Ostpreußen)) verläuft.

### Schiene
Im Bahnhof Działdowo zweigen die Bahnstrecke Działdowo–Olsztyn und die hier stillgelegte Bahnstrecke Działdowo–Chojnice von der Bahnstrecke Warszawa–Gdańsk ab.

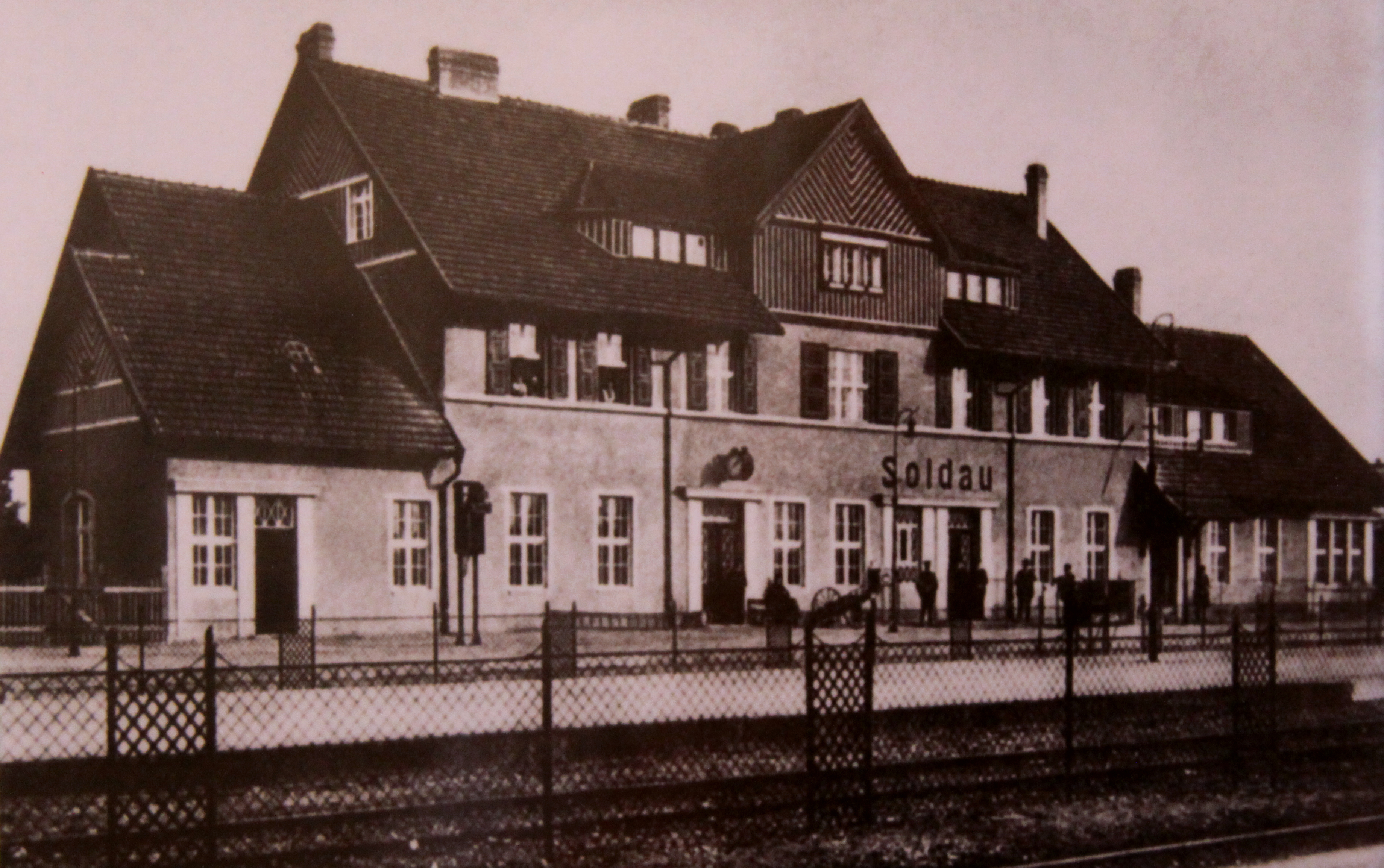
Bahnhof Soldau etwa 1920
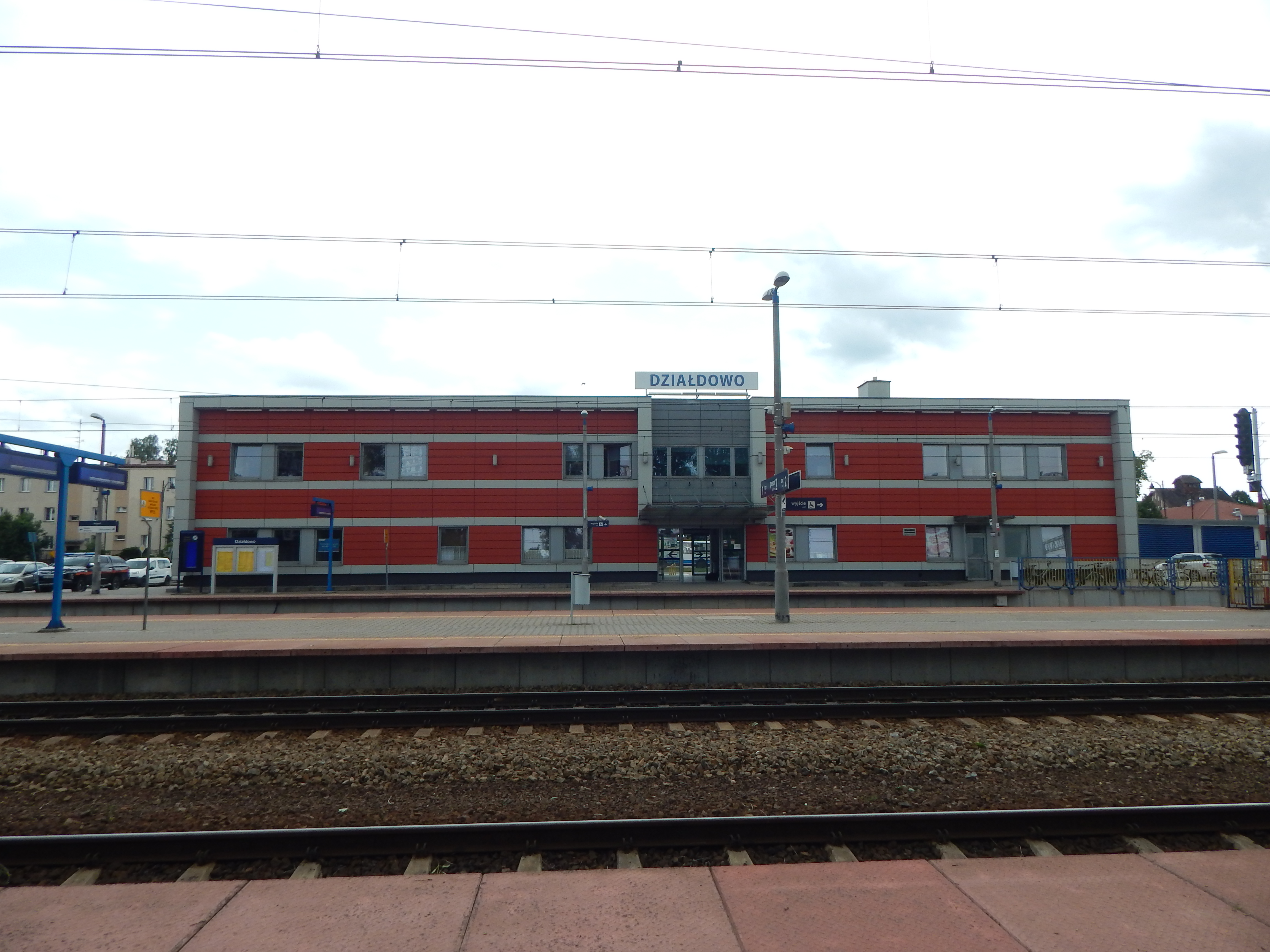
Bahnhof Działdowo

## Töchter und Söhne der Stadt
- Samuel Sigismund von Haubitz (1724–1795), preußischer Leutnant und Landrat
- Friedrich Wilhelm von Dunker (1791–1868), preußischer Generalleutnant
- Karl Ludwig Stern von Gwiazdowski (1794–1874), preußischer Generalmajor und Militärschriftsteller
- Georg Ferdinand von Bentheim (1807–1884), preußischer General
- Ernst Reinhold Schmidt (1819–1901), Lehrer, Sprecher der deutschen Auswanderer in Pennsylvania
- Karl Eugen Heinrich (1835–1908), Direktor der Königin-Luise-Schule in Königsberg
- Paul Erich Ewert (1894–1955), Kantor, Organist und Orgelbauer in Königsberg und Osnabrück
- Elmar von Eschwege (1896–1963), deutscher Landwirt und Mitglied des Provinziallandtages der Provinz Hessen-Nassau
- Kuno Dewitz (1897–1960), Generalmajor
- Bernard Antochewicz (1931–1997), Lyriker und Übersetzer
- Arnulf Conradi (* 1944), Verleger
- Egon F. Freiheit (* 1944), Autor und Medien-Consultant
- Bartholomäus Kowalski (* 1988), Schauspieler

## Landgemeinde
Die Stadt ist Sitz der Landgemeinde Działdowo mit 9831 Einwohnern (Stand 31. Dezember 2020). Sie gehört dieser jedoch nicht an.